# Coudray, Mayenne

Coudray este o comună în departamentul Mayenne, Franța. În 2009 avea o populație de 855 de locuitori.